# Villanueva de San Juan

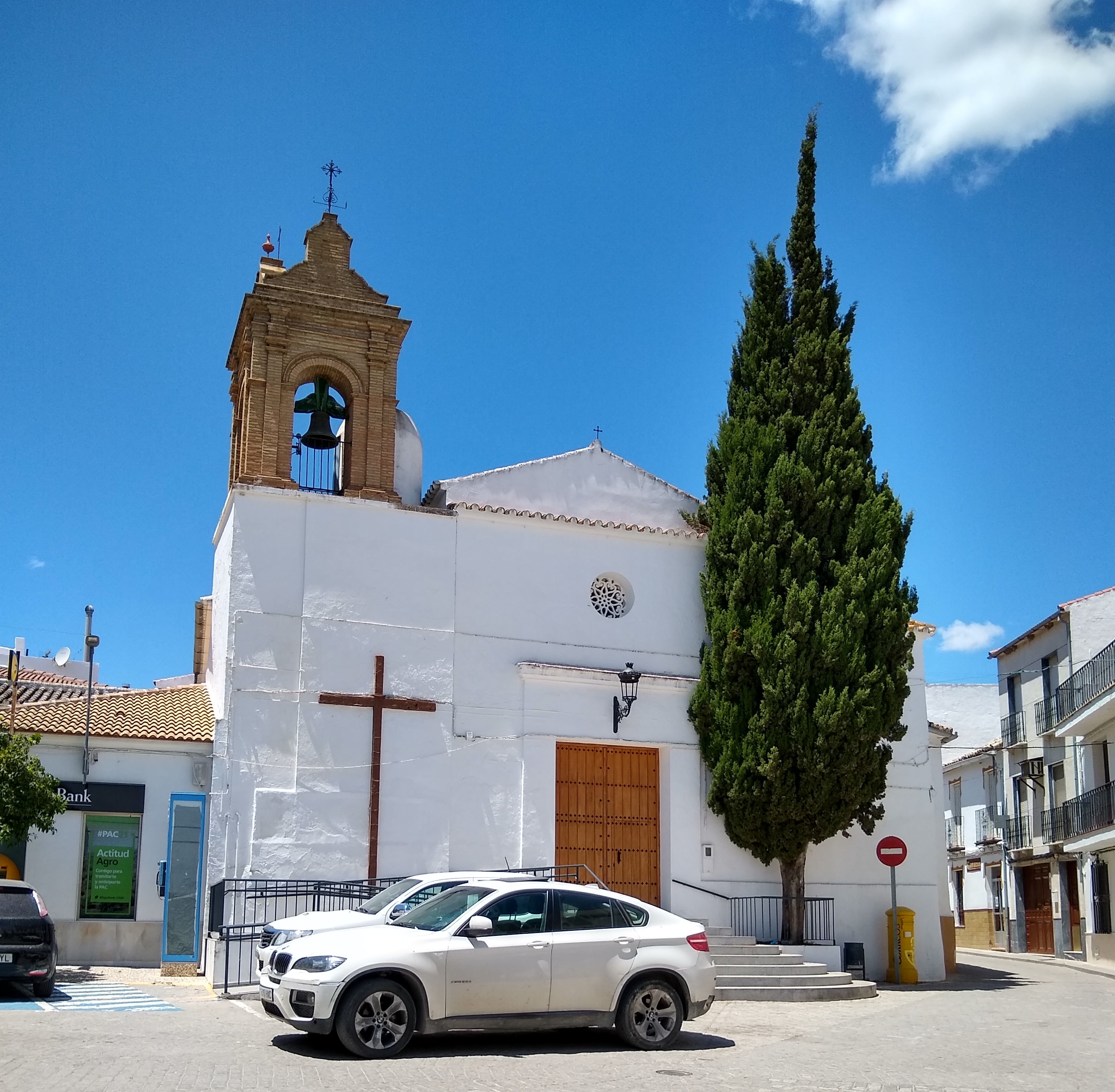
Iglesia de San Juan Bautista.

Villanueva de San Juan es un municipio español de la provincia de Sevilla, Andalucía Situado en la Sierra Sur de la provincia cerca del pico más alto, El Terril. En el año 2019 contaba con 1.120 habitantes. Su extensión superficial es de 34 km² y tiene una densidad de 40,82 hab/km². Sus coordenadas geográficas son 37° 03′ N, 5° 10′ O. Se encuentra situada a una altitud de 466 metros y a 95 kilómetros de la capital de provincia, Sevilla. Es localidad de paso del Camino de la Frontera hacia Santiago de Compostela.
Sus fiestas se celebran el 24 de junio, día de San Juan, patrón del pueblo.

## Geografía física

### Ubicación
Ubicada en la comarca de Osuna, dentro de la sierra sur de la provincia de Sevilla con una superficie de 34,5 km. cuadrados, con una altitud sobre el nivel de mar de 468 metros.
La zona donde se ubica, al igual que gran parte de Andalucía, en la Época Terciaria estuvo ocupada por grandes lagos o quizás completamente por el mar. Prueba de ello son los numerosos estratos por sedimentación que nos encontramos en cualquier parte cercana a nuestro núcleo urbano, (“Los Tajos”, “La Cueva del Pitero”, “La Vereda Alta”, “El Arroyo de las Mujeres”, “El Carril”, etc.) que suelen encontrarse con bastante facilidad.

## Historia

### Primeros pobladores
En el período conocido como Paleolítico (período más antiguo de la historia), donde se inician las primeras manifestaciones humanas, también podemos decir que esta zona estuvo habitada, pues el hallazgo de hachas y otros objetos de piedra, dan prueba de que ello debió ser así. Pudieran haber habitado unas cuevas o grutas que se encuentran muy cerca del pueblo, las del “Sislillo”, en la finca de la “Albina” otra que existe muy cerca del paraje denominado “Albina Rivera”, y las del peñón de Algámitas, desconociéndose la existencia de otras.

### Época romana
No tenemos constancia de otras culturas hasta la época de la dominación romana, por los restos de objetos de barro (tejas, vasijas, etc.), tuberías de plomo y algunas monedas del imperio, que fueron hallados en lugares como la “Laina” a un kilómetro del núcleo urbano y al SE del TM (sin entrar en los descubrimientos de las famosas placas de El Saucejo, etc.).

### Edad Media y dominación árabe
No sería nada descabellado encontrar el primer antecedente del núcleo urbano actual, en un lugar no muy lejano al mismo conocido como el “El Jaral”, hoy en el T.M. de Pruna, al S. de nuestro T.M., donde es muy corriente encontrar restos humanos y otros vestigios propios del pueblo árabe. La situación de esta zona en lo que se conoció como la BANDA MORISCA, situada entre los reinos cristianos y los musulmanes dio lugar a la creación del núcleo antes citado seguramente con carácter militar, dada su proximidad con Pruna donde existía un castillo y muy cerca también del cerro de la “Atalaya” al borde de la carretera de Villanueva de San Juan a Morón de la Frontera.

### Pertenencia a la Casa ducal de Osuna
Cuando en el año de 1562, el Rey Felipe II concede el Ducado de Osuna a D. Pedro Girón de la Cueva, que era V Conde de Ureña, comienza una nueva etapa de la historia no sólo de esta comarca de Osuna sino de toda la parte de Andalucía que domina el mencionado Duque.
Es bajo el dominio de esta Casa Ducal cuando se erige su parroquia, primero en ayuda de la correspondiente a la Colegial de Osuna y ya más tarde con independencia. El primer Tte. Cura que se designó fue D. Fernando de Andrades, y en el período comprendido entre el año 1.692 y 1.721 predicaron el Evangelio en este pueblo cuarenta sacerdotes, desempeñando distintas funciones ministeriales. En estos años sólo hubo seis párrocos que estuvieron ayudados continuamente por otros sacerdotes y religiosos de conventos vecinos, sobre todo por los frailes de la Orden Tercer de San Francisco, del convento de “Caños Santos” de Cañete la Real (Hoy T.M. de Olvera). Algunos de estos aparecen como Ttes. Curas y como capellanes de Misa. También aparecen en esta parroquia religiosos Agustinos, Mercedarios, Mínimos, Carmelitas, Franciscanos y Dominicos (estos últimos debieron tener influencia decisiva a la hora de elegir el Patronazgo de la Virgen del Rosario.

### Desaparición de los señoríos
Tras el cambio que se produce en la nación española después de la Guerra de la Independencia y con el espíritu que crea la Constitución de 1.812 , los Señoríos Feudales llegan a su fin, España quiere ser un estado libre y liberal y comienza un periodo en el que muchas aldeas y pedanías deciden independizarse de las Villas y Ciudades a las que pertenecían. Villanueva participa también de este movimiento y decide luchar por su separación del Ayuntamiento de la Villa de Osuna a la que pertenece. Tras soportar durante un periodo de unos 12/14 años unas cargas económicas que arruinan a muchos vecinos de la aldea, deciden dirigirse mediante escrito de fecha 30 de abril de 1834 al Sr. Subdelegado de Fomento de la Provincia (Gobierno Civil) pidiendo la separación de la Villa de Osuna. Tras los trámites oportunos con fecha 15 de octubre de 1835 se les convoca para la formación de Ayuntamiento propio (no nos consta la fecha exacta de la formación de este Ayuntamiento pero con seguridad fue el mismo año de 1.835). A partir de aquí ya es Villanueva dueña de su destino.

## Geografía humana

### Demografía
Cuenta con una población de 1002 habitantes (INE 2024).
| Gráfica de evolución demográfica de Villanueva de San Juan entre 1842 y 2021                                          |
| |
| Población de derecho según los censos de población del INE. Población de hecho según los censos de población del INE. |

| 1,610                     | 1,571 | 1,563 | 1,527 | 1,493 | 1,476 | 1,438 | 1,447 | 1,440 | 1,420 | 1,409 | 1,418 | 1,378 | 1,370 | 1,340 | 1,323 | 1,300 | 1,257 | 1,232 | 1,202 | 1,181 | 1,155 | 1,120 |
| (Fuente: INE [Consultar]) |       |       |       |       |       |       |       |       |       |       |       |       |       |       |       |       |       |       |       |       |       |       |

### Economía

#### Evolución de la deuda viva municipal
| Gráfica de evolución de Deuda viva del Ayuntamiento de Villanueva de San Juan entre 2008 y 2019                                |
| |
| Deuda viva del Ayuntamiento de Villanueva de San Juan en miles de Euros según datos del Ministerio de Hacienda y Ad. Públicas. |

## Fiestas
La fiesta mayor del municipio es la celebrada en honor del patrón San Juan Bautista que tomando como referencia el 24 de junio cuenta con tres días de duración, en el que se organizan diversos actos culturales, conciertos musicales y competiciones deportivas, si bien en cuanto a afluencia popular la importancia de estas fiestas es menor que la del “Huerto” entre los villanoveños sigue siendo la de mayor raigambre.
El domingo de Resurrección se celebra la fiesta del “Huerto”, en el que se representa en la Plaza de la Iglesia un huerto, un corral con animales, se engalana la calle adyacente con vegetación y se planta en el centro de la plaza un árbol con un espantapájaros representando a Judas, durante el día se desarrollan diversas actuaciones culturales y musicales, se subastan los productos de huerta y animales y se finaliza con la quema del Judas. Esta fiesta ha alcanzado gran popularidad, registrando una gran afluencia de visitantes.
En abril o mayo (en función de las fechas de Semana Santa) se celebra la Romería en honor de la patrona la Virgen del Rosario en el puente de los Seis Ojos y zona recreativa del río Corbones aprovechando el trazado de la antigua carretera El Saucejo-Villanueva de San Juan.
El 7 de octubre de cada año se celebra el día de la patrona de Villanueva de San Juan con, entre otros eventos, procesión en honor de la patrona.

## Heráldica
- Escudo partido
-Primero de oro, tres jirones de gules, bordura jaquelada de oro y gules en tres órdenes.
-Segundo de sinople, una venera de plata
- Al timbre Corona real cerrada